# Per Westerberg

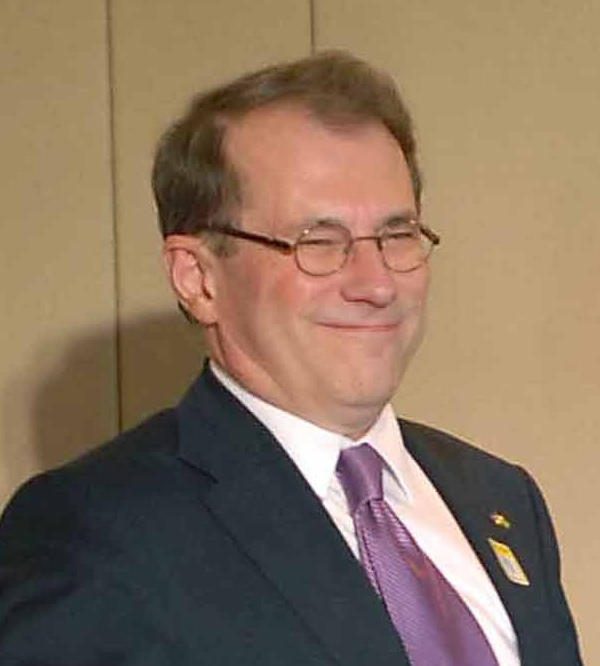
Per Westerberg

Per Erik Gunar Westerberg (Nyköping, 2 augustus 1951) is een Zweeds politicus voor de Gematigde Partij van Zweden. Tussen 2006 en 2014 was hij voorzitter van de Riksdag, het Zweedse parlement.
Westerberg studeerde aan de Handelshogeschool van Stockholm, waar hij zijn diploma haalde in 1974. Hij stamt uit een ondernemersfamilie en was - met een geschat vermogen van 200 miljoen Zweedse kronen het rijkste lid van de Rijksdag. Hij is actief in de Gematigde Partij sinds 1966, toen hij lid werd van de jongerenorganisatie van die partij. Hij werd in 1979 gekozen in de Rijksdag en was vanaf 2006 het langstzittende lid van het parlement.
Van 1991 tot 1994 was hij minister voor Industrie en handel in de regering van Carl Bildt. Daarnaast was hij lid van het bestuur van de Gematigde Partij. Op 2 oktober 2006 werd hij gekozen tot voorzitter van de Rijksdag. In 2014 trok hij zich terug uit het parlement en werd hij als voorzitter opgevolgd door Urban Ahlin.